# Савай-Арык
Савай-Арык (кирг. Савай-Арык) — село в Кара-Сууском районе Ошской области Кыргызстана. Входит в состав Отуз-Адырского айылного аймака.

## География
Село расположено в северо-западной части области, на берегу канала Савай, на расстоянии приблизительно 4 километров (по прямой) к востоку от города Кара-Суу, административного центра района. Абсолютная высота — 805 метров над уровнем моря.

## Население
Согласно оценочным данным Национального статистического комитета Кыргызской Республики, численность населения села на начало 2023 года составляла 1514 человек.
| год     | 2009 | 2014 | 2015 | 2020 | 2021 | 2023 |
| ------- | ---- | ---- | ---- | ---- | ---- | ---- |
| человек | 1574 | 1175 | 1191 | 1374 | 1404 | 1514 |